# Andrew Bathgate
Pour les articles homonymes, voir Bathgate (homonymie).
Temple de la renommée : 1978
Andrew James Bathgate, dit Andy Bathgate, (né le 28 août 1932 à Winnipeg, dans la province du Manitoba au Canada — mort le 26 février 2016 à Brampton en Ontario) est un joueur de  hockey sur glace professionnel de la Ligue nationale de hockey. Il effectue 17 saisons dans la LNH en tant qu'ailier droit et joue successivement pour les Rangers de New York, les Maple Leafs de Toronto, les Red Wings de Détroit et enfin les Penguins de Pittsburgh. Il est le frère du joueur Frank Bathgate et le grand-père d'Andy Bathgate.

## Carrière professionnelle
Andy Bathgate est un joueur des Rangers de New York qui a eu l'honneur d'être désigné MVP (meilleur joueur de la ligue) de la LNH mais aussi de la Western Canada Hockey League
Il a commencé sa carrière au sein de l'équipe des Biltmores de Guelph de la Association de hockey de l'Ontario en 1951. Dès son premier temps de jeu, il reçoit une charge qui lui endommage son genou gauche et l'oblige à se faire opérer l'année d'après.

Il gagne en 1952 avec son équipe la Coupe Memorial puis décide de prendre la direction des Rangers de New York. Il effectue une vingtaine de matchs avant de partir jouer au sein de la ligue du hockey canadien (WCHL) avec les Canucks de Vancouver. Il y dispute la fin de la saison avant de partir jouer dans la Ligue américaine de hockey puis de revenir dans l'effectif des Rangers (fin 1954).
Il reste pendant neuf saisons un grand joueur des Rangers et quand il décide de partir pour rejoindre les Maple Leafs de Toronto c'est après avoir gagné le titre de MVP au cours de la saison 1958-1959 de la LNH (il réalise alors 48 passes et inscrit 40 buts). Il a même failli recevoir le trophée Art-Ross en saison 1961-1962 de la LNH mais il est dépassé au nombre de buts par Bobby Hull.
Il quitte ainsi les Rangers pour les Maple Leafs avec qui il gagne la coupe Stanley au cours de la saison 1963-1964 de la LNH. Il rejoint ensuite les Red Wings de Détroit pour une saison puis il est transféré aux Hornets de Pittsburgh de la LAH et il retourne aux Red Wings.
En 1967 et l'extension de la LNH à 12 équipes, il rejoint la nouvelle franchise des Penguins de Pittsburgh et leur première équipe avec qui il va jouer deux saisons (avec un retour gagnant de deux années entre les deux saisons dans l'équipe des Canucks de Vancouver).
Sa dernière équipe de hockey pour la LNH a été les Penguins en 1971 mais il continue néanmoins le hockey après cette date notamment au sein d'une équipe de Suisse, le HC Ambrì-Piotta, où il occupe le double poste d'entraîneur-joueur.
Trois années plus tard, il rejoue pour les Blazers de Vancouver de l'Association mondiale de hockey mais au bout de 11 matchs, il raccroche définitivement les patins.
Bathgate a été à la base de deux innovations importantes dans les règles du hockey sur glace. En effet, au cours d'un match contre les Canadiens de Montréal, il a envoyé le palet directement dans le visage du gardien adverse (Jacques Plante) qui a alors décidé de revenir sur la glace avec un masque sur le visage. La seconde innovation fut encore plus révolutionnaire. À la fin des années 1950, Bathgate expérimentait en courbant la lame de son bâton et réalisa que cela augmentait la puissance et la précision de son tir. L'entraîneur des Rangers de l'époque, le très conservateur Alf Pike, ne voulait rien savoir d'un bâton courbé et fracassait chaque expérience d'Andy. Par contre, lors d'une tournée européenne des Rangers et des Black Hawks de Chicago, il montra une lame courbée à Stan Mikita et Bobby Hull. De retour à Chicago, ceux-ci n'eurent aucun mal à utiliser la nouveauté avec grand succès et le restant des joueurs de la ligue suivirent rapidement leur exemple.

## Trophées  et honneurs
- Vainqueur de la coupe Stanley en 1964
- Récipiendaire du trophée Hart en 1959
- Première équipe d'étoiles de la Ligue nationale de hockey : 1959 et 1962
- Deuxième équipe d'étoiles de la Ligue nationale de hockey : 1958 et 1963
- Admis au Temple de la renommée du hockey en 1978
- Nommé parmi les 100 plus grands joueurs de la LNH à l'occasion du centenaire de la ligue en 2017 (posthume)[2]

## Statistiques
| Saison     | Équipe                 | Ligue      |                         | Saison régulière        | Saison régulière        | Saison régulière        | Saison régulière        | Saison régulière        |                         | Séries éliminatoires    | Séries éliminatoires    | Séries éliminatoires    | Séries éliminatoires | Séries éliminatoires |
| Saison     | Équipe                 | Ligue      | PJ                      | B                       | A                       | Pts                     | Pun                     | PJ                      | B                       | A                       | Pts                     | Pun                     |                      |                      |
| 1951-1952  | Biltmores de Guelph    | AHO        | 34                      | 27                      | 50                      | 77                      | 0                       | --                      | --                      | --                      | --                      | --                      |                      |                      |
| 1952-1953  | Biltmores de Guelph    | OHA        | 2                       | 2                       | 1                       | 3                       | 0                       | --                      | --                      | --                      | --                      | --                      |                      |                      |
| 1952-1953  | Rangers de New York    | LNH        | 18                      | 0                       | 1                       | 1                       | 6                       | --                      | --                      | --                      | --                      | --                      |                      |                      |
| 1952-1953  | Canucks de Vancouver   | WHL        | 37                      | 13                      | 13                      | 26                      | 29                      | 9                       | 11                      | 4                       | 15                      | 2                       |                      |                      |
| 1953-1954  | Canucks de Vancouver   | WHL        | 17                      | 12                      | 10                      | 22                      | 6                       | --                      | --                      | --                      | --                      | --                      |                      |                      |
| 1953-1954  | Barons de Cleveland    | LAH        | 36                      | 13                      | 19                      | 32                      | 44                      | 9                       | 3                       | 5                       | 8                       | 8                       |                      |                      |
| 1953-1954  | Rangers de New York    | LNH        | 20                      | 2                       | 2                       | 4                       | 18                      | --                      | --                      | --                      | --                      | --                      |                      |                      |
| 1954-1955  | Rangers de New York    | LNH        | 70                      | 20                      | 20                      | 40                      | 37                      | --                      | --                      | --                      | --                      | --                      |                      |                      |
| 1955-1956  | Rangers de New York    | LNH        | 70                      | 19                      | 47                      | 66                      | 59                      | 5                       | 1                       | 2                       | 3                       | 2                       |                      |                      |
| 1956-1957  | Rangers de New York    | LNH        | 70                      | 27                      | 50                      | 77                      | 60                      | 5                       | 2                       | 0                       | 2                       | 7                       |                      |                      |
| 1957-1958  | Rangers de New York    | LNH        | 65                      | 30                      | 48                      | 78                      | 42                      | 6                       | 5                       | 3                       | 8                       | 6                       |                      |                      |
| 1958-1959  | Rangers de New York    | LNH        | 70                      | 40                      | 48                      | 88                      | 48                      | --                      | --                      | --                      | --                      | --                      |                      |                      |
| 1959-1960  | Rangers de New York    | LNH        | 70                      | 26                      | 48                      | 74                      | 28                      | --                      | --                      | --                      | --                      | --                      |                      |                      |
| 1960-1961  | Rangers de New York    | LNH        | 70                      | 29                      | 48                      | 77                      | 22                      | --                      | --                      | --                      | --                      | --                      |                      |                      |
| 1961-1962  | Rangers de New York    | LNH        | 70                      | 28                      | 56                      | 84                      | 44                      | 6                       | 1                       | 2                       | 3                       | 4                       |                      |                      |
| 1962-1963  | Rangers de New York    | LNH        | 70                      | 35                      | 46                      | 81                      | 54                      | --                      | --                      | --                      | --                      | --                      |                      |                      |
| 1963-1964  | Rangers de New York    | LNH        | 56                      | 16                      | 43                      | 59                      | 26                      | --                      | --                      | --                      | --                      | --                      |                      |                      |
| 1963-1964  | Maple Leafs de Toronto | LNH        | 15                      | 3                       | 15                      | 18                      | 8                       | 14                      | 5                       | 4                       | 9                       | 25                      |                      |                      |
| 1964-1965  | Maple Leafs de Toronto | LNH        | 55                      | 16                      | 29                      | 45                      | 34                      | 6                       | 1                       | 0                       | 1                       | 6                       |                      |                      |
| 1965-1966  | Red Wings de Détroit   | LNH        | 70                      | 15                      | 32                      | 47                      | 25                      | 12                      | 6                       | 3                       | 9                       | 6                       |                      |                      |
| 1966-1967  | Hornets de Pittsburgh  | LAH        | 6                       | 4                       | 6                       | 10                      | 7                       | --                      | --                      | --                      | --                      | --                      |                      |                      |
| 1966-1967  | Red Wings de Détroit   | LNH        | 60                      | 8                       | 23                      | 31                      | 24                      | --                      | --                      | --                      | --                      | --                      |                      |                      |
| 1967-1968  | Penguins de Pittsburgh | LNH        | 74                      | 20                      | 39                      | 59                      | 55                      | --                      | --                      | --                      | --                      | --                      |                      |                      |
| 1968-1969  | Canucks de Vancouver   | WHL        | 71                      | 37                      | 36                      | 73                      | 44                      | 8                       | 3                       | 5                       | 8                       | 5                       |                      |                      |
| 1969-1970  | Canucks de Vancouver   | WHL        | 72                      | 40                      | 68                      | 108                     | 66                      | 11                      | 3                       | 9                       | 12                      | 22                      |                      |                      |
| 1970-1971  | Penguins de Pittsburgh | LNH        | 76                      | 15                      | 29                      | 44                      | 34                      | --                      | --                      | --                      | --                      | --                      |                      |                      |
| 1971-1972  | HC Ambrì-Piotta        | LNA        | Données non disponibles | Données non disponibles | Données non disponibles | Données non disponibles | Données non disponibles | Données non disponibles | Données non disponibles | Données non disponibles | Données non disponibles | Données non disponibles |                      |                      |
| 1972-1973  | HC Ambrì-Piotta        | LNA        | Données non disponibles | Données non disponibles | Données non disponibles | Données non disponibles | Données non disponibles | Données non disponibles | Données non disponibles | Données non disponibles | Données non disponibles | Données non disponibles |                      |                      |
| 1973-1974  | HC Ambrì-Piotta        | LNA        | Données non disponibles | Données non disponibles | Données non disponibles | Données non disponibles | Données non disponibles | Données non disponibles | Données non disponibles | Données non disponibles | Données non disponibles | Données non disponibles |                      |                      |
| 1974-1975  | Blazers de Vancouver   | AMH        | 11                      | 1                       | 6                       | 7                       | 2                       | --                      | --                      | --                      | --                      | --                      |                      |                      |
| Totaux LNH | Totaux LNH             | Totaux LNH | 1 069                   | 349                     | 624                     | 973                     | 624                     | 54                      | 21                      | 14                      | 35                      | 56                      |                      |                      |